# Casa Pericas (Vic)
La Casa Pericas és una obra noucentista de Vic (Osona) protegida com a Bé Cultural d'Interès Local.

## Descripció
Edifici civil. Casa entre mitgeres que consta de planta baixa i 4 pisos. La planta baixa presenta tres portals, el del centre resta intacte mentre que els altres han estat reformats i convertits en dependències comercials. L'alçada dels pisos decreix de baix a dalt. La planta baixa és recoberta amb un fris de pedra picada que ressegueix els portals. Les obertures del primer també son de pedra picada i estuc la resta d'obertures son només d'estuc. Els motius de l'estuc son formes geomètriques.
Es construïda amb maó i pedra, arrebossada i estucada. L'estat de conservació és bo.

## Història
Està situada a la part sud del carrer Nou i dins l'eixample Morató que fou realitzada el S.XVIII.
Es la casa natal de l'arquitecte Josep Mª Pericas nascut el 27 d'agost de 1881, anys més tard la família Pericas es traslladaren a viure a la Coromina de Torelló.
Aquesta casa fou reformada per l'arquitecte Pericas, sobre l'edifici existent ja al S.XVIII. La reforma es produí al 1926.
Per aquesta època l'arquitecte ja coneixia l'arquitectura Anglesa però l'edifici obeeix a unes línies encara noucentistes.